# Pachyleuctra benllochi
Pachyleuctra benllochi är en bäcksländeart som först beskrevs av Navás 1917.  Pachyleuctra benllochi ingår i släktet Pachyleuctra och familjen smalbäcksländor. Inga underarter finns listade i Catalogue of Life.